# 쓰키사무추오역
쓰키사무추오역(일본어: 月寒中央駅)은 일본 홋카이도 삿포로시 도요히라구에 위치한 삿포로 시영 지하철의 역이다.

## 역 구조
원래 기존 시가지에 만들어진 역이어서 전체 4곳 있는 출구 중 공원 구석에 위치하는 1번 출구를 제외한 나머지 3곳은 민간 빌딩 안에 출입구가 만들어졌다. 엘리베이터가 있는 것은 3번 출구이다. 3번 출구에는 하행 방향의 에스컬레이터도 설치되어 있으며 1번 출구는 방범 상의 이유로 22시 30분에 폐쇄된다.
지하 2층에 개찰구, 지하 3층에 1면 2선의 섬식 승강장이 있다. 1994년 10월 14일에 동시에 개업한 가이엔마에 역, 도요히라코엔 역, 미소노 역, 후쿠즈미 역과 마찬가지로 건설비 절감 때문에 재래 노선과 비교하고 승강장의 폭이 좁게 지어졌다.
인근의 미소노 역 사이에는 민가 밑을 통과하기 위해 삿포로 시영 지하철 최초의 NATM 공법으로 만들어진 쓰키사무 터널이 있으며 이 터널 내에서는 대향선 사이에 기둥 등이 없다는 점이 특징이다. 삿포로 시 교통국이 2004년 4월 1일 펴낸 "삿포로 시영 교통 이용 가이드"의 표지 하단부에는 이 터널의 사진이 게재되고 있다.

### 타는 곳
| 1 | 도호 선 | 후쿠즈미 방면                   |
| 2 | 도호 선 | 오도리・삿포로・사카에마치 방면 |

## 이용 현황
삿포로 시 교통국의 조사에 따르면 2015년도 1일 평균 승차 인원은 9,195명이다.
최근 1일 평균 승차 인원의 추이는 다음과 같다.
| 연도 | 1일 평균 승차 인원 |
| ---- | ------------------ |
| 2003 | 7,653              |
| 2004 | 7,742              |
| 2005 | 7,798              |
| 2006 | 7,922              |
| 2007 | 8,041              |
| 2008 | 7,959              |
| 2009 | 7,854              |
| 2010 | 8,084              |
| 2011 | 8,266              |
| 2012 | 8,519              |
| 2013 | 8,833              |
| 2014 | 9,061              |
| 2015 | 9,195              |

## 역 주변
지하철은 국도 제36호선의 아래를 지나고 있어 출입구도 국도에 따라서 설치되어 있다.
- 국도 제36호선
- 도요히라 경찰서 쓰키사무 파출소
- 쓰키사무 도시 센터
- 쓰키사무 우체국
- 호쿠요 은행 쓰키사무추오 지점
- 홋카이도 은행 쓰키사무추오 지점
- 쓰키사무 체육관
- 쓰키사무 야외 경기장
- 쓰키사무 공민관
- 도요히라 소방서
- 삿포로 제1 고등학교
- 삿포로 쓰키사무 고등학교
- 삿포로 시립 쓰키사무 히가시 초등학교
- 평화 공원
  - 북부 군 사령부 정문 문기둥
  - 쓰키사무 충령탑
- 삿포로 푸드 센터 쓰키사무추오점

## 역사
- 1994년 10월 14일: 호스이스스키노 ~ 후쿠즈미 역간 개통에 따라 영업 개시.
- 2005년 8월 18일: 역 3번 출입구 내의 기동대 청사 부지에 주차장이 정비되어 사용을 개시함. 그에 따라 쓰키사무 체육관에 인접한 주차장 폐지.
- 2007년 1월 29일: 개찰기 갱신에 의하여 5구 6대의 개찰기가 모두 카드 대응형으로 바뀜. 이 갱신에 맞추어 휠체어 전용 개찰구가 1곳 증설됨.
- 2016년 9월 21일: 스크린도어 사용 개시.

## 사진

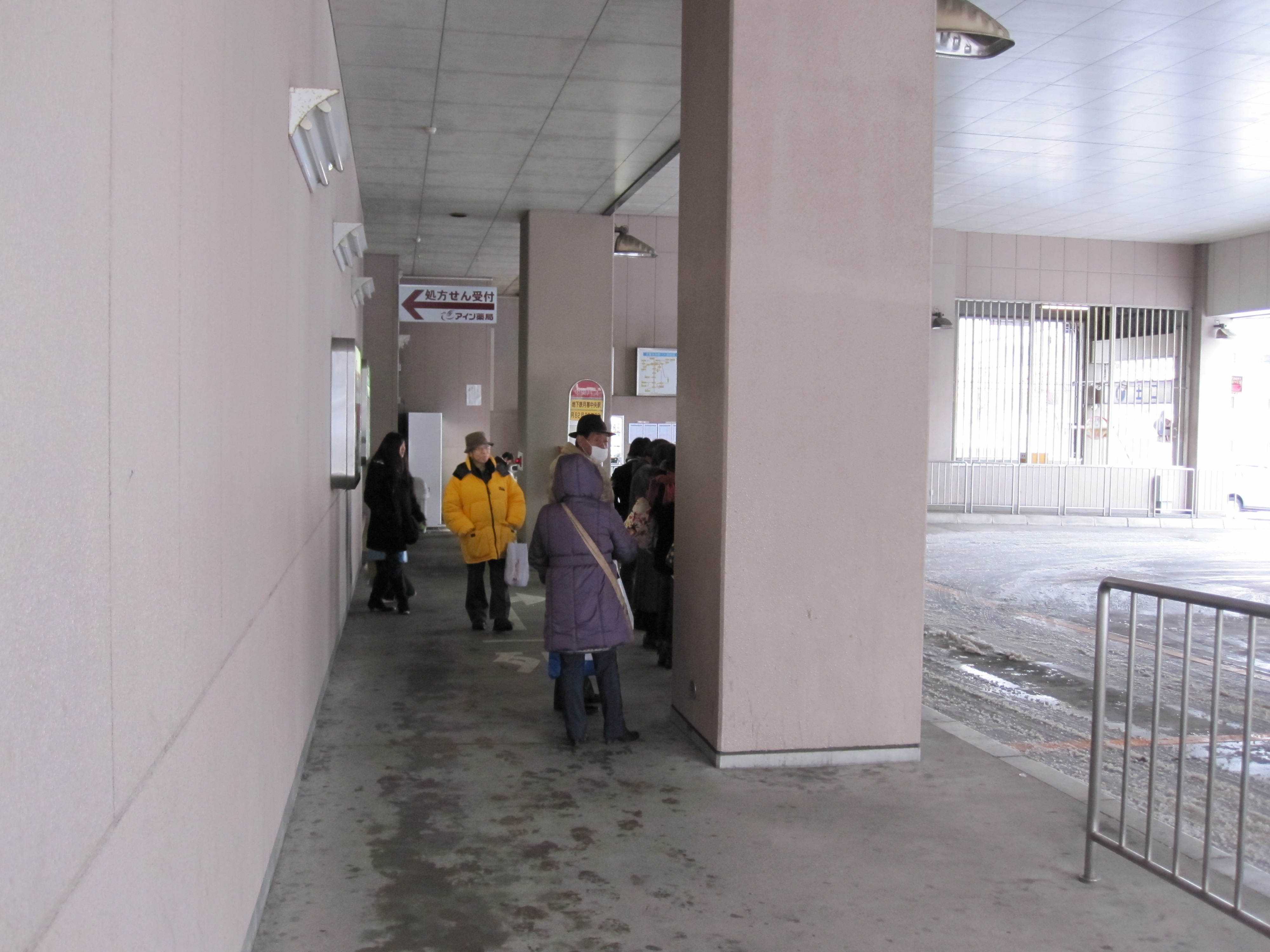
역 버스 정류장
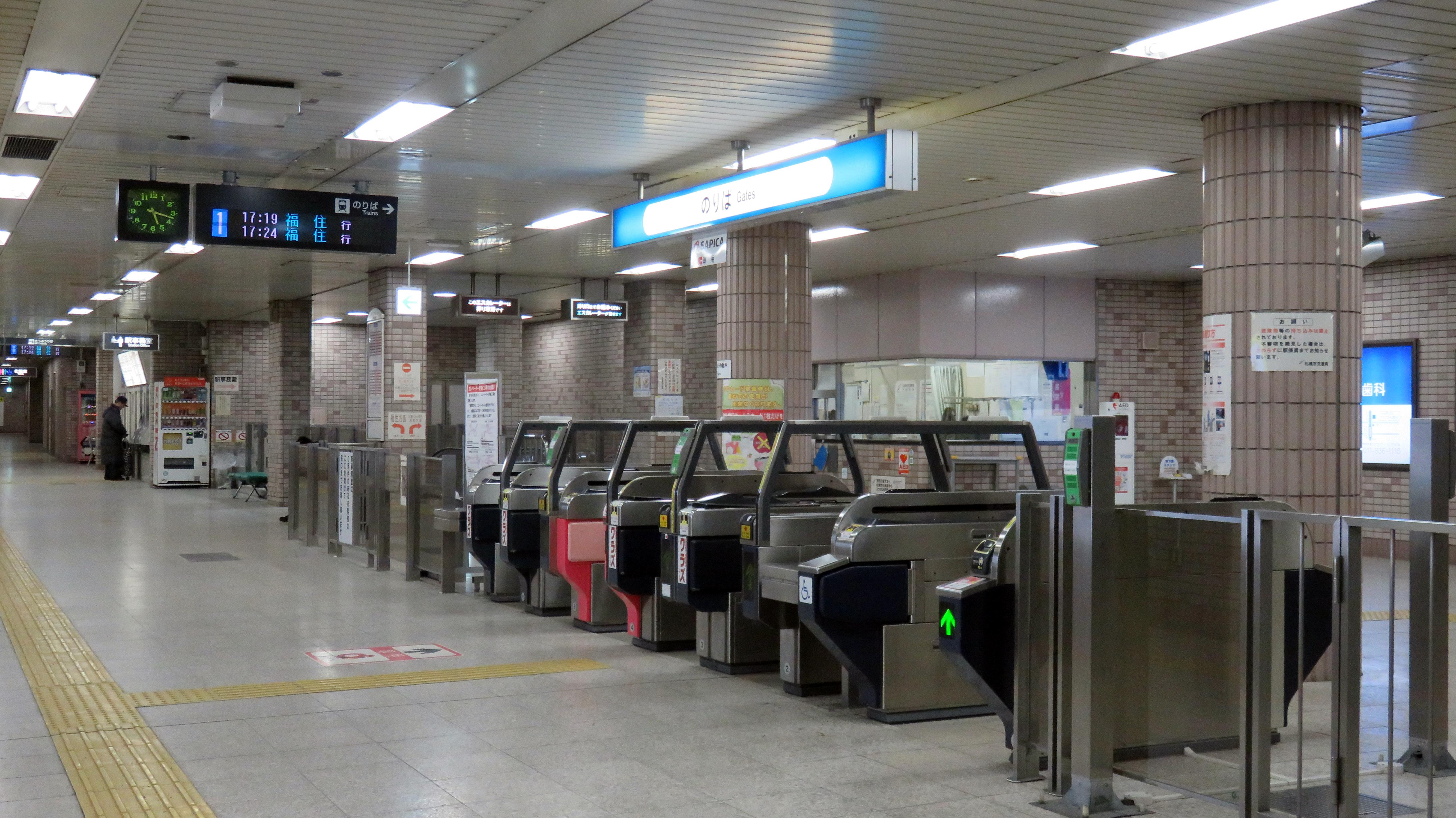
개찰구

## 인접역
| 삿포로 시 교통국 지하철 도호 선 | 삿포로 시 교통국 지하철 도호 선 | 삿포로 시 교통국 지하철 도호 선 |
| ------------------------------- | ------------------------------- | ------------------------------- |
| H12 미소노 사카에마치 방면      | ● 도호 선                       | H14 후쿠즈미 후쿠즈미 방면      |